# Jane Krakowski
Jane Krakowski, właściwie Krajkowska (ur. 11 października 1968 w Parsippany) – amerykańska aktorka polskiego pochodzenia.
Występowała w roli Elaine Vassal w amerykańskim serialu telewizyjnym Ally McBeal, oraz w roli Jenny Maroney w serialu Rockefeller Plaza 30. Znana także z ról w filmach: W krzywym zwierciadle: Wakacje w Vegas, Fatalne zauroczenie, The Flintstones: Niech żyje Rock Vegas (gdzie grała Betty Rubble), Marci X, Alfie i Kochaj i mścij się.
Krakowski pojawiła się na Broadwayu w 1989 w musicalu Grand Hotel. W 2003 wystąpiła w odtworzonej sztuce Nine, za co dostała Nagrodę Tony dla najlepszej aktorki. W 2005 wystąpiła wraz z Ewanem McGregorem w nowej produkcji Guys and Dolls w Londynie, w Piccadilly Theatre.

## Filmografia
- W krzywym zwierciadle: Wakacje (Vacation, 1983), jako kuzynka Vicki
- Search for Tomorrow (1985–1986), jako Rebecca 'T.R.' Kendall
- Fatalne zauroczenie (Fatal Attraction, 1987), jako Christine, opiekunka do dziecka
- Wspaniałe chwile (When We Were Young, 1989), jako Linda Rosen
- Mężczyźni i kobiety 2: W miłości nie ma zasad (Women & Men 2: In Love There Are No Rules, 1991), jako Melba
- Stepping Out (1991), jako Lyenne
- Queen (1993), jako Jane
- Pani Winterbourne (Mrs. Winterbourne, 1996), jako Christine
- Ally McBeal (1997–2002), jako Elaine Vassal
- Hudson River Blues (1997), jako Diane
- Miłosna samba; alternatywny tytuł: Zatańcz ze mną (Dance With Me, 1998), jako Patricia
- Go (1999), jako Irene
- Młody Indiana Jones: Tajemnica bluesa (Adventures of Young Indiana Jones: Mystery of the Blues, 1999), jako Dale Winter
- Ally  (1999), jako Elaine Vassal
- Flintstonowie: Niech żyje Rock Vegas! (The Flintstones in Viva Rock Vegas, 2000), jako Betty O'Shale
- CatDog: The Great Parent Mystery (2001), jako matka CatDog's/Kociak Catfield (głos)
- Spacerkiem przez życie (Just A Walk In The Park, 2002), jako Rachel
- Epoka lodowcowa (Ice Age, 2002), jako Jennifer (głos)
- Zachary Beaver przyjeżdża do miasta (When Zachary Beaver Came to Town, 2003), jako Heather Wilson
- Opowieść wigilijna (A Christmas Carol, 2004), jako Duch Przeszłych Świąt
- Alfie (2004), jako Dorie
- Kochaj i mścij się (Pretty Persuasion, 2005), jako Emily
- Prawdziwe dziecko (Mom at Sixteen, 2005), jako Donna Cooper
- Sezon na misia (Open Season, 2006), jako Gizela (głos)
- Sex, Power, Love & Politics (2006), jako Sloan
- Rockefeller Plaza 30  (2006–2013), jako Jenna Maroney
- Rocker (The Rocker, 2008), jako Carol
- A Muppets Christmas: Letters to Santa (2008), jako matka Claire
- Kit Kittredge: Amerykańska dziewczyna (Kit Kittredge: An American Girl, 2008), jako panna Dooley
- Unbreakable Kimmy Schmidt (2015–2020), jako Jacqueline Voorhees
- Dickinson (od 2019), jako Mrs. Dickinson
- AJ and the Queen (2020), jako Beth Barnes Beagle